# Мавандуй
Мавандуй (спрощ.: 马王堆汉墓 (скор. 马王堆); кит. трад.: 馬王堆漢墓 (скор. 馬王堆); піньїнь: Mǎwángduī; літ.: 'Могила Ма-Вана') — знана археологічна пам'ятка в окрузі Чанша, провінції Хунань, КНР. Назва місця стала результатом помилкового переконання, що поховання на цьому місці належить Ма Їню 馬殷 (853—930).

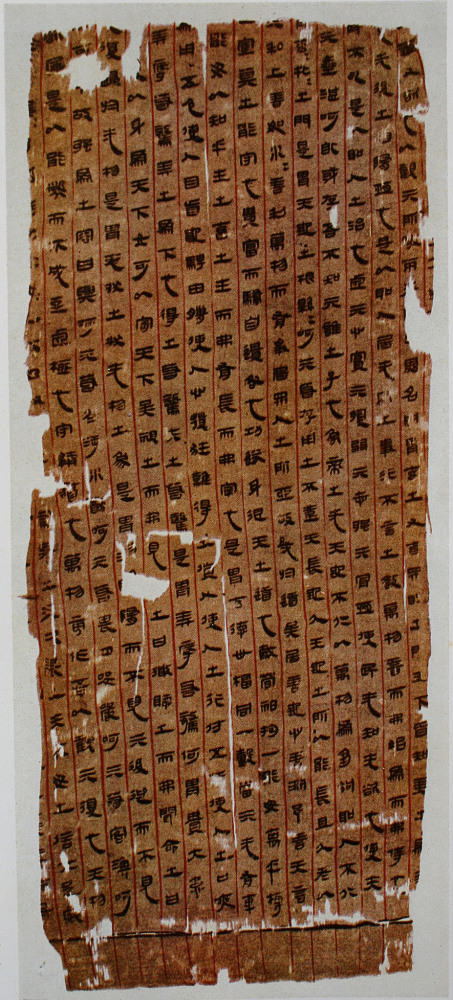
«Лао-цзи» (з текстів, знайдених у Мавандуй)

На відміну від багатьох інших могил ранніх часів, поховання Мавандуй не були розграбовані. Завдяки герметичному закриттю поховальної камери стан одного з тіл був настільки добрим, що дав змогу не лише встановити діагноз про причини смерті (інфаркт міокарда), а й навіть дослідити дієту покійної («Пані Дай») та меню її останньої трапези.
Унікальним стало віднайдення колекції текстів, писаних на шовку (Мавандуйські тексти на шовку), багато з яких були до того відомі лише за назвою, або невідомі взагалі. Серед текстів — деякі з найраніших праць в галузі китайської медицини, ціґуну, технік ворожіння, а також два варіанти трактату «Дао де цзін» (так звані «Лао-цзи-А» та «Лао-цзи-Б»). Опріч текстів, манускрипти Мавандуй містять кольорові ілюстрації та пояснювальні діаграми. 
Відповідно до «Закону про захист пам'яток культури Народної Республіки Китай», Державне бюро культурних реліквій Народної Республіки Китай 3 травня 2013 року занесло Мавандуй до сьомого розділу Переліку ключових національних культурних реліквій, які підлягають державному захисту. 
Через політичні та технічні причини перша міжнародна конференція з дослідження текстів Мавандуй відбулася лише у 1992 році. Натепер дослідження цих текстів та інших знахідок ще далекі до завершення.

## Основні артефакти

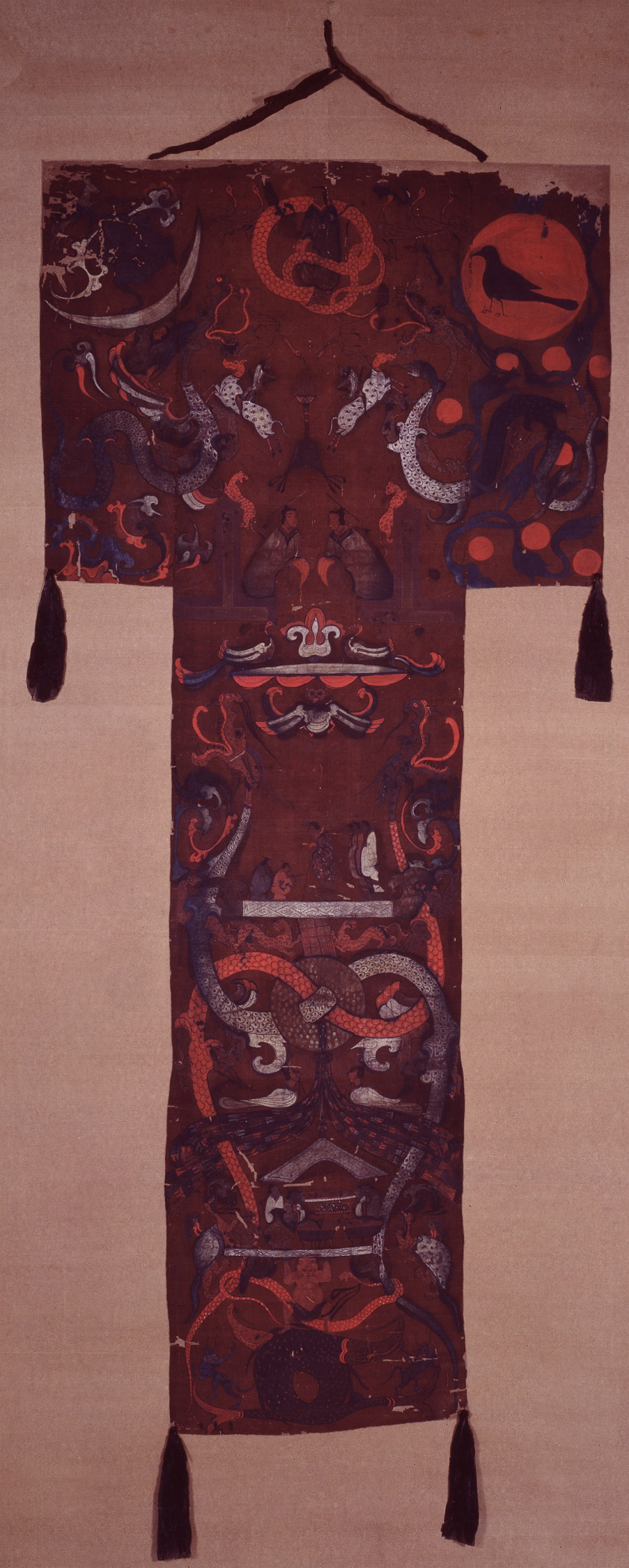
Шовкове поховальне знамено-покривало гробу пані Дай

Дослідження трьох елітних поховань династії Хань, що проводилися у
1972-74 роках, отримали світову славу завдяки знайденим сенсаційним текстам на шовку і цінним артефактам. До основних із них відносяться:
- Рештки трьох тіл, одне з яких відмінно збереглося.
  - У похованні під номером 1 було виявлене тіло дружини тодішнього маркіза Дай, Лі Цана — пані Дай (ім'я за народженням Сінь Чжуй);
  - У похованні під номером 2 були виявлені рештки самого маркіза Дай, Лі Цана, який помер у 186 році до н. е. (його поховання декілька разів було пограбоване);
  - У похованні під номером 3 були виявлені рештки, очевидно, сина Лі Цана, який помер у 168 році до н. е. (саме у цьому похованні були виявлені неоціненні рукописи на шовку);
- Т-подібні традиційні поховальні шовкові знамена-покривала із вшитими вгорі і внизу бамбуковими палицями, прикрашені спіритичними символами, призначеними для спрямування душі померлого до небес і забезпечення достойного життя там, та для захисту від злих духів. Т-подібне знамено-покривало гробу пані Дай показане на рисунку справа. Довжина покривала 205 см, ширина: у верхній частині — 92 см, у нижній — 47,7 см. Верхня, ширша частина, символізує небеса, де живуть божества. Там же нанесені символи безсмертя. Середня частина символізує землю, а низ вужчої частини — підземний світ, де знаходиться пекло, яке символізують дві переплетені морські змії. Між небесами і землею зображені небесні посланники, які мають віднести душу пані Дай у небесні світи, та основні жертвоприношення, принесені для них від сім'ї Дай.
- Лаковані шкатулки і коробки, дзвіночки, піали, келихи, чашки і чаші, ложки, кинджал та інші предмети побуту і прикраси, що могли знадобитися у небесному житті.
- Побутові й художні вироби з бамбука — плетені кошики, віяла та опахала з довгими і короткими ручками, палички (для їжі) та підставки під них, виготовлені із дерева, бамбука і слонової кістки, гребінці і гребені, килимки тощо.
- Посуд та вироби із кераміки — банки, амфори, горщики та підставки, чайник, каструлі та інші.
- Олов'яні та бронзові вироби, серед яких дзвоники та бронзове дзеркало.
- Дерев'яні фігурки, серед яких дві короновані персони, офіціанти, манекени, що демонструють одяг, танцівниці та інші персони, які мали скрашувати існування душі на небесах.
- Музичні інструменти.
- Зразки сільськогосподарських, лікарських та інших рослин:
  - рис, пшениця, ячмінь, просо, соєві боби, червоні боби та інші зернові і бобові;
  - дині, фініки, сливи, груші та ряд інших ароматних фруктів;
  - соняшник, гірчиця, імбир, лотос та інші рослини;
  - зубрівка, перстач прямостоячий (калган), кориця, перець, магнолія, імбир, Ду Хен, коноплі та інші китайські лікарські трави і прянощі.
- Моделі тварин, птахів і риб:
  - заєць китайський, собака, свиня, олень, вівця, велика рогата худоба тощо, загалом, шість видів ссавців, що належать до п'яти родин;
  - гуски, качки, кури, бамбукова курочка, фазани, журавлі, голуби, сови, сороки, горобці, загалом, дванадцять видів птахів, що належать до семи родин;
  - коропи, сазани, сріблясті чорнобрюшки, бамбукові, мандаринові та інші риби, загалом, шість видів риб, що належать до двох родин.
- Бамбукові «книги».
- Найціннішими артефактами є колекції текстів, написаних на шовку, про існування деяких з них раніше було лише відомо, і до яких входять Мавандуйські «шовкові книги»:

| Китайською                                           | Піньїнь                                                                          | Українською |
| ---------------------------------------------------- | -------------------------------------------------------------------------------- | --- |
| 老子甲本                                             | Lǎozi jiǎ běn                                                                    | Лао-Цзи (примірник А) |
| 老子甲本卷後古佚書 - 五行 - 九主 - 明君 - 德聖       | Lǎozi jiǎ běn juǎn hòu gǔ yì shū - Wǔháng - Jiǔ zhǔ - Míngjūn - Dé shèng         | Забуті стародавні книги Лао-Цзи (примірник А) : - П'ять першоелементів - Дев'ять основ - Наступний монарх - Канон перемін                                 |
| 老子乙本卷前古佚書 - 黃帝四經                        | Lǎozi yǐ běn juǎn qián gǔ yì shū - Huángdì sì jīng                               | Забуті стародавні книги Лао-Цзи (примірник Б) : - Чотири канони Жовтого Імператора                                                                        |
| 老子乙本                                             | Lǎozi yǐ běn                                                                     | Лао-Цзи (примірник Б) |
| 春秋事语                                             | Chūnqiū shì yǔ                                                                   | Розповідь про період Чуньцю |
| 战国纵横家书 (战国策)                                | Zhànguó zònghéng jiāshū (zhànguó cè)                                             | Епоха воюючих царств (План ведення війни царством) |
| 足臂十一脉灸经                                       | Zú bì shíyī mài jiǔ jīng                                                         | Одинадцять точок припікання на ногах і руках (точки акупунктури)                                                                                          |
| 阴阳十一脉灸经甲本                                   | Yīnyáng shíyī mài jiǔ jīng jiǎ běn                                               | Одинадцять точок припікання Інь і Ян (примірник А) |
| 脉法                                                 | Mài fǎ                                                                           | Імпульсний метод |
| 阴阳脉死候                                           | Yīnyáng mài sǐ hòu                                                               | Точки Інь і Ян очікування смерті |
| 五十二病方                                           | Wǔshí'èr bìng fāng                                                               | 52 рецепти |
| 谷食气                                               | Gǔ shí qì                                                                        | Основа свіжого повітря |
| 阴阳十一脉灸经乙本                                   | Yīnyáng shíyī mài jiǔ jīng yǐ běn                                                | Одинадцять точок припікання Інь і Ян (примірник Б) |
| 导引图题记                                           | Dǎo yǐn tú tíjì                                                                  | Настанови у малюнках і написах (карти розуму) |
| 养生方                                               | Yǎngshēng fāng                                                                   | Про продовження життя (Аспекти здоров'я) |
| 養生圖                                               | Yǎngshēng tú                                                                     | Схеми для продовження життя |
| 杂疗方                                               | Zá liáo fāng                                                                     | Різні методики лікування |
| 胎产书                                               | Tāi chǎn shū                                                                     | Книга з приймання пологів |
| 十问                                                 | Shí wèn                                                                          | Десять запитань |
| 合阴阳                                               | Hé yīnyáng                                                                       | Єдність Інь і Ян |
| 杂禁方                                               | Zá jìn fāng                                                                      | Заборони Пан Фан |
| 出行占                                               | Chūxíng zhàn                                                                     | Початок подорожі |
| 刑德                                                 | Xíng dé                                                                          | Покарання за аморальність |
| 地形圖 - 長沙國南部地形圖 - 城邑圖 - 築城圖 - 駐軍圖 | Dìxíng tú - Zhǎngshā guó nánbù dìxíng tú - Chéng yì tú - Zhúchéng tú - Zhùjūn tú | Топографічні карти : - Топографічна карта півдня князівства Чанша - План стародавнього міста - План зміцнення міста - План розташування гарнізону в місті |
| 二三子問                                             | Èrsānzi wèn                                                                      | Двадцять три «дитячих» запитання |
| 符籙                                                 | Fúlù                                                                             | Талісман |
| 黃帝書                                               | Huángdì shū                                                                      | Книга Жовтого Імператора |
| 六十四卦                                             | Liùshísì guà                                                                     | Гексаграми |
| 天文氣象雜占                                         | Tiānwén qi xiàng zá zhàn                                                         | Різні астрономічні і метеорологічні розрахунки |
| 五星占                                               | Wǔxīng zhān                                                                      | Планетарна астрологія |
| 易经•系辞上 (易经系辞)                               | Yì jīng•xì cí shàng                                                              | Коментарі до «Книги перемін» |